# Machine 15
Machine 15 är det svenska skatepunk/rock-bandet Millencolins sjunde album. Det släpptes först i Australien 28 mars 2008, i Europa den 7 april och i USA 6 maj.
Inspelningen började den 26 oktober 2007 i Sound Lab Studio. Producent för skivan är Lou Giordano som tidigare producerat Millencolins sjätte skiva Home from Home. Mixningen av skivan gjordes i Berlin av Michael Ilbert. Bandets gitarrist, Erik Ohlsson, har designat omslaget.
Den 22 januari 2008 släppte Millencolin ett smakprov av nya skivan på sin hemsida. Låten heter "Brand New Game" och finns också på deras Myspacesida, även omslaget till Machine 15 hade premiär detta datum. Den 22 februari läckte den första singeln Detox från Machine 15 ut på internet. Även omslaget till singeln fanns med. Den 7 mars släpptes även albumet över internet och samma dag la Millencolin upp videon till Detox på sin Myspace.

## Låtlista
1. "Machine 15" - 2:29
2. "Done Is Done" - 3:50
3. "Detox" - 3:37
4. "Vicious Circle" - 4:11
5. "Broken World" - 3:08
6. "Come On" - 3:38
7. "Centerpiece" - 0:10
8. "Who's Laughing Now" - 3:06
9. "Brand New Game" - 3:28
10. "Ducks & Drakes" - 3:17
11. "Turnkey Paradise" - 3:14
12. "Route One" - 3:30
13. "Danger for Stranger" - 2:58
14. "Saved by Hell" - 3:38
15. "End Piece" - 1:32

## Banduppsättning
- Nikola Sarcevic - sång, bas
- Mathias Färm - gitarr
- Erik Ohlsson - gitarr
- Fredrik Larzon - trummor

## Listplaceringar
| Lista (2008) | Topplacering |
| ------------ | ------------ |
| Australien   | 11           |
| Schweiz      | 84           |
| Sverige      | 9            |
| Österrike    | 63           |